# أسجوعة أطفال

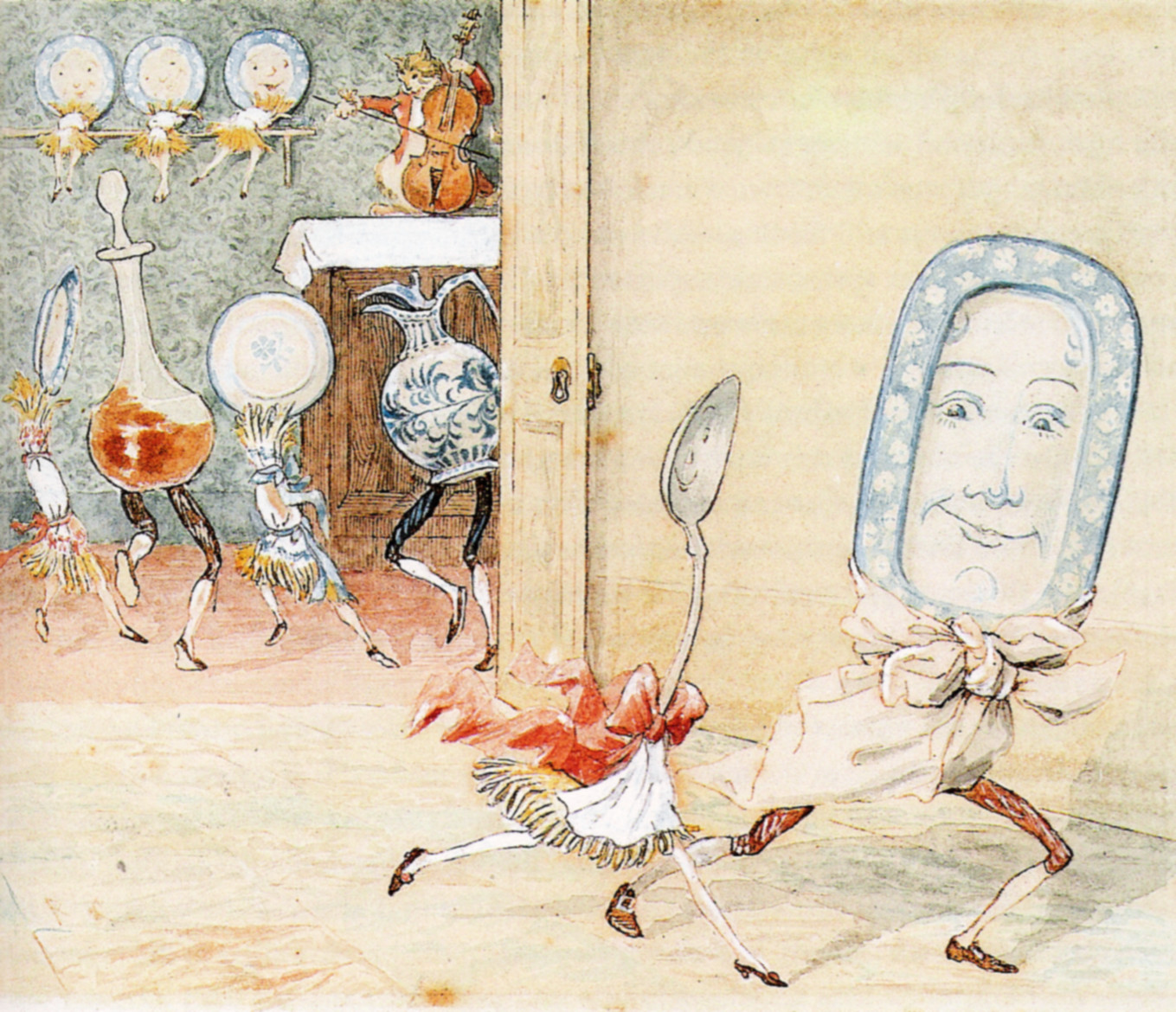
شكل توضيحي لأسجوعة أطفال مشهورة.

أسجوعة الأطفال، إحدى فنون الغناء للأطفال، ظهرت في بريطانيا، ويعود أول استخدام لمصطلح أسجوعة الأطفال إلى أواخر القرن الثامن عشر وأوائل القرن التاسع عشر. ويعتبر مصطلح الأسجوعة قابل للتبديل مع أغاني الحضانة.
ابتداءً من منتصف القرن السادس عشر، بدأ تسجيل أساجيع الأطفال في المسرحيات الإنجليزية، وتعود معظم الأساجيع الشعبية إلى القرنين السابع عشر والثامن عشر.
ومن الأمثلة على أسجوعة الأطفال:
أسجوعة كتاب تومي الإبهام نشرت قبل 1744. للناشر جون نيوبري وكان أول من استخدم مصطلح الأم أوزة لأسجوعة الأطفال عندما نشر مجموعة من القوافي الإنجليزية.

## التهويدات
التهويدات هي أقدم أساجيع الأطفال، تهدف إلى مساعدة الطفل على النوم. يمكن العثور على التهويدات في كل ثقافة إنسانية.
ويعتقد ان هذا المصطلح أتى من الأصوات التي ترددها الأمهات لتهدئة الطفل.

### تاريخ التهويدات
حتى العصر الحديث كانت التهويدات عادةً تسجل فقط بالمصادفة في المصادر المكتوبة. يتم تسجيل تهويدات الممرضات الرومانيات، "للا، لالا، لالا "، وتعتبر الأقدم للبقاء على قيد الحياة. العديد من آيات القرون الوسطى الإنجليزية المرتبطة بميلاد يسوع تأخذ شكل تهويدة، مثل" تروق لي، ابن بلدي " وقد تكون نسخ من التهويدات المعاصرة. ومع ذلك، فإن معظم التهويدات المستخدمة اليوم تعود إلى القرن السابع عشر. على سبيل المثال، لا يمكن العثور على تهويدة معروفة مثل " روك-باي"، طفل على رأس شجرة "، في السجلات حتى أواخر القرن الثامن عشر عندما طبعها جون نيوبري (حوالي 1765).

## أوائل القوافي (الحضانة)

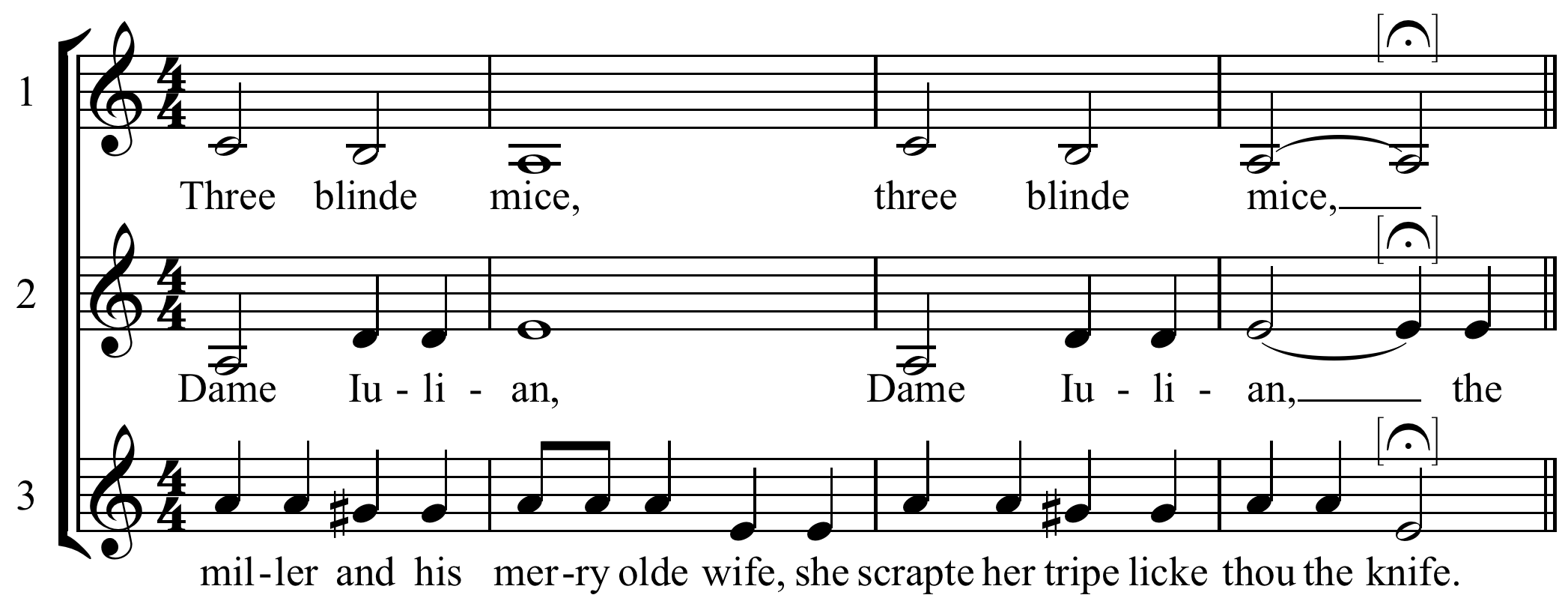
قوافي الحضانة

في القرن الثالث عشر، سُجلت قصيدة فرنسية، شبيهة بـ «ثلاثين يومًا في شهر سبتمبر»، كانت عبارة عن ترقم أيام الشهر.
لم تكتب معظم أغاني الحضانة حتى القرن الثامن عشر، عندما بدأ نشر كتب الأطفال بالانتقال من الجدل والتعليم نحو الترفيه.
يعتقد أن ماري كوبر في لندن قبل عام 1744 هي أول من وضع مجموعة الأغاني الإنجليزية. ويبدو أن هذه القوافي قد أتيت من مجموعة متنوعة من المصادر، بما في ذلك الألغاز التقليدية، الأمثال، والقصص، وخطوط من مسرحيات، والأحداث التاريخية، وقد اقترح، طقوس وثنية قديمة. حوالي نصف القوافي الإنجليزية «التقليدية» المعروفة حاليًا كانت معروفة في منتصف القرن الثامن عشر.

## أغاني الأطفال والتعليم
وضعت أغاني الحضانة لدور الموسيقى في تطور الطفل. كما تدعم الأبحاث التأكيد على أن الموسيقى والقافية تزيد من قدرة الطفل على التفكير المكاني.